# Ekaterina Juševa
Ekaterina Petrovna Juševa (in russo Екатерина Петровна Юшева?; Rostov-na-Donu, 30 aprile 1973) è una schermitrice russa, vincitrice di una medaglia d'oro, tre d'argento ed una di bronzo ai campionati mondiali di scherma.

## Palmarès
In carriera ha conseguito i seguenti risultati:
- Mondiali di scherma

Nimes 2001: argento nel fioretto a squadre e bronzo individuale.
Lisbona 2002: oro nel fioretto a squadre e argento individuale.
L'Avana 2003: argento nel fioretto individuale.
- Europei di scherma

Plovdiv 1998: oro nel fioretto a squadre.
Funchal 2000: oro nel fioretto a squadre e bronzo individuale.
Mosca 2002: bronzo nel fioretto a squadre.
Bourges 2003: bronzo nel fioretto individuale ed a squadre.
Copenaghen 2004: argento nel fioretto a squadre.
Zalaegerszeg 2005: bronzo nella sciabola a squadre.